# Kyra Panagia
Kyra Panagia (griechisch Κυρά Παναγία (f. sg.), Aussprache [kʲiˈra panaˈʝia], „Allheilige Herrin“, eine Bezeichnung für Maria) ist eine griechische Insel der Nördlichen Sporaden. Administrativ gehört die Insel zur Gemeinde Alonnisos im Regionalbezirk Sporaden der Region Thessalien. Der Name der Insel stammt von dem gleichnamigen spätbyzantinischen Kloster an der Ostküste.

## Lage
Die Insel liegt etwa 8 km nordöstlich von Alonnisos. Die unbewohnte Insel Gioura liegt 5 km nordöstlich. Dazwischen liegen die Eilande Pappous, Strongylo und Prasso. 
Charakteristisch für die nordöstlichen Inseln der Nördliche Sporaden sind wilde Felsenküsten, auch die Strände sind felsig. Lediglich die Uferlinie der zwei sicheren natürlichen Häfen, über die Kyra Panagia verfügt, ist kiesig bis sandig: Die Bucht von Planitis (Όρμος Πλανήτης) im Norden und die Bucht von Agios Petros (Όρμος του Αγίου Πέτρου) mit dem gleichnamigen Eiland im Südwesten. Vor der Einfahrt in die Bucht von Planitis liegt auf der westlichen Seite die kleine Insel Sfika (Σφήκα). Die Einfahrt in die Bucht beträgt etwas mehr als einen Kilometer und verjüngt sich bis zur engsten Stelle auf weniger als 100 m. Danach weitet sich die Bucht und teilt sich in zwei größere Buchten. Der Bucht von Agios Petros ist die Insel Pelerissa (Πελέρισσα), auch Fagkrou (Φαγκρού) genannt, vorgelagert. 
Die Insel hat einen hügeligen Charakter. Die höchsten Erhebungen liegen im Nordwesten mit 287 m und im Osten mit 302 m.

## Geschichte
Bereits in der Jungsteinzeit im 6. Jahrtausend v. Chr. war Kyra Panagia besiedelt. Eine durchgehende Besiedlung bis zur Antike ist wahrscheinlich. Antike Ruinen konnten auf dem kleinen Inselchen Melissa in der Bucht von Agios Petros nachgewiesen werden, westlich der Bucht von Agios Petros bei der Insel Pelerissa wurde ein antikes Schiff aus dem 5. Jahrhundert v. Chr. entdeckt. Das Schiff hatte 1500 Amphoren aus der antiken Stadt Mende von der Halbinsel Kassandra geladen. In der Antike war die Insel unter dem Namen Alonnisos bekannt und gehörte im 5. Jahrhundert v. Chr. zu Athen. 351 v. Chr. übernahm Sostratos aus Peparithos (dem heutigen Skopelos) die Insel und machte sie zu seinem Sitz. Die Insel wechselte von Philipp von Makedonien, der 346 v. Chr. Sostratos verjagt hatte, wieder in Athener Besitz.
Athanassios Athonitis erwarb die Insel 963 n. Chr. von einem byzantinischen Adligen aus Konstantinopel für den Berg Athos, um die Versorgung mit Lebensmitteln wie Fleisch, Honig, Öl und Weizen zu sichern. Vor allem die Ziegenhaltung war von großer Bedeutung. Da die Haltung von weiblichen Tieren auf dem Berg Athos nicht erlaubt ist, wurde Kyra Panagia, das über einige Quellen verfügt, an Ziegenhirten verpachtet. Um 1100 n. Chr. wurde an der Ostseite der Insel oberhalb eines kleinen natürlichen Hafens das Kloster Kyra Panagia erbaut. Zum Schutz vor Piratenüberfällen wurde es einer kleinen Festung ähnlich angelegt. Die Gebäude wurden 1992 umfassend renoviert. Bis heute ist die Insel im Besitz des Athos-Klosters Megisti Lavra. 
Die Volkszählung von 1961 gab 69 Bewohner an, 2001 noch 10. Tatsächlich lebt seit 1984 nur noch ein Mönch dauerhaft auf der Insel.

## Natur
Aus der Zeit der ehemaligen klösterlichen Gemeinschaft existieren noch zahlreiche Olivenbäume, die ebenso wie die ehemals landwirtschaftlich genutzten Flächen inzwischen verwildert sind. Den überwiegenden Pflanzenbewuchs der Insel stellen die typischen Vertreter der Macchia wie Wilde Pistazie (Pistacia lentiscus), Westlicher Erdbeerbaum (Arbutus unedo) und eines überwiegenden Anteils an Kermes-Eichen (Quercus coccifera) dar. Daneben existieren im Nordosten auch kleinere Flächen mit den Pflanzengesellschaften der Phrygana und im Süden Aleppo-Kiefern.
Die Felsenküste ist ein ideales Rückzugsgebiet der Mittelmeer-Mönchsrobben. 

### Naturschutz
Kyra Panagia liegt im Natura-2000-Gebiet GR 1430004 Nationaler Meerespark Alonissos (Εθνικό Θαλάσσιο Πάρκο Αλοννήσου –Βορείων Σποράδων, Ανατολική Σκόπελος) in der Zone A4.